# Martin Ridne
Martin Ridne född 8 juni 1983, är svensk fotograf, journalist och tidigare chefredaktör för Moore Magazine.
Martin Ridne började sin bana som fotograf på MDM media, däribland tidningarna Slitz och Man magazine. Han jobbade även som moderedaktör på Slitz under en tid innan han 2010 rekryterades som chefredaktör för Moore Magazine. Där hade han uppdraget att förnya tidningen. 